# Animal Collective
Animal Collective – amerykański zespół eksperymentalny założony w 2000 roku w Baltimore. W skład kolektywu wchodzą czterej przyjaciele z dzieciństwa: David Portner (Avey Tare), Noah Lennox (Panda Bear), Brain Weitz (Geologist) i Josh Dibb (Deakin, Deacon). Chociaż muzyczne dokonania zespołu najczęściej określa się jako freak folk, noise pop czy awangardowy pop-rock, w rzeczywistości ciężko przypisać ich do jakiegokolwiek nurtu ze względu na liczne eksperymenty, poszukiwania i zabawę dźwiękiem.

## Skład
- Avey Tare (David Portner)
- Panda Bear (Noah Lennox)
- Geologist (Brian Weitz)
- Deakin (Josh Dibb)

## Dyskografia

### Albumy
- Spirit They’re Gone, Spirit They’ve Vanished (2000) – Animal
- Danse Manatee (2001) – Catsup Plate
- Campfire Songs (2003) – Catsup Plate
- Here Comes the Indian (17 czerwca 2003) – Paw Tracks
- Sung Tongs (3 maja 2004) – FatCat Records
- Feels (18 października 2005) – FatCat
- Strawberry Jam (10 września 2007) – Domino Records – US #72, UK Indie #13
- Merriweather Post Pavilion (6 stycznia 2009) – Domino Records – US #14
- Centipede Hz  (4 września 2012) – Domino Records – US #16
- Painting With (19 lutego 2016) – Domino Records

### EPki
- Prospect Hummer (24 maja 2005) – FatCat
- People (23 października 2006) – FatCat
- Water Curses (6 maja 2008) – Domino
- Fall Be Kind (23 listopada 2009) – Domino
- Keep + Animal Collective (16 marca 2011)
- Transverse Temporal Gyrus (21 kwietnia 2012)

### Albumy koncertowe
- Hollinndagain (2002, 2006) – St. Ives, Paw Tracks
- Animal Crack Box (11 maja 2009) – Catsup Plate

### Składanki
- Spirit They’re Gone, Spirit They’ve Vanished / Danse Manatee (6 października 2003) – FatCat

### Single
- "Who Could Win a Rabbit" (19 lipca 2004) – FatCat
- "Grass" (26 września 2005) – FatCat
- "The Purple Bottle" (4 lipca 2006) – White label
- "Peacebone" (21 sierpnia 2007) – Domino
- "Fireworks" (5 listopada 2007) – Domino
- "My Girls" (23 marca 2009) – Domino Records
- "Summertime Clothes" (29 czerwca 2009) – Domino Records
- "Brother Sport" (9 listopada 2009) – Domino Records
- "Honeycomb / Gotham" (6 maja 2012) – Domino Records
- "Today's Supernatural" (2012)
- "Applesauce" (2012)

### Splity
- Wastered (wspólnie z Black Dice) (2004) – Paw Tracks